# Wichard von Alvensleben
Wichard von Alvensleben (Stendal, Saxònia-Anhalt, 19 de maig del 1902 - Ascheberg, Rin del Nord-Westfàlia, 14 d'agost del 1982) fou un enginyer agrònom alemany que serví com a oficial de la Wehrmacht. Era cavaller de l'Orde de Sant Joan de Jerusalem. L'abril del 1945 decidí alliberar un grup de 139 presoners d'alt nivell que es trobaven custodiats per les SS al Tirol.

## Biografia
Wichard von Alvensleben nasqué al Regne de Saxònia en el si d'una família aristocràtica, i era cavaller de l'Orde de Sant Joan de Jerusalem, cosa que el predisposava a participar en obres filantròpiques i caritatives. Havent estudiat Agricultura i Dret, abans de la Segona Guerra Mundial treballà a les finques de la seva primera esposa i en altres que anà adquirint. El 1939 entrà al servei de la Wehrmacht com a capità i fou destinat a Polònia, França, Rússia (on fou ferit el 1941, i condecorat), Àfrica i Itàlia. La seva esposa es suïcidà el 29 de gener del 1945 davant l'arrivada de l'Exèrcit Roig.
A finals d'abril del 1945, els darrers dies de la guerra, un grup de 139 presoners d'alt estànding foren traslladats al Tirol sota la custòdia de les SS. Una delegació dels presoners, entre els quals hi havia un bon nombre d'alemanys (68, incloent-hi els austríacs), contactà amb comandaments de l'exèrcit alemany, identificant-se i posant de manifest que es temien que podien ser executats en vistes a un final de la guerra desfavorable al Reich. Aleshores, una unitat militar a les ordres del capità von Alvensleben es desplaçà per protegir els presoners. Superats en nombre, els guàrdies de les SS es retiraren tot abandonant els presoners i, davant d'això, von Alvensleben decidí alliberar-los. La majoria es refugiaren al Tirol del Sud fins a l'arribada de les tropes americanes.
Von Alvensleben fou fet presoner i alliberat la tardor del 1945. Després de la guerra es tornà a casar, de manera que tornà a disposar de finques agrícoles per treballar-hi, i participà en una organització benèfica luterana. Morí als 80 anys.